# Busu ni Naranai Tetsugaku
Busu ni Naranai Tetsugaku (ブスにならない哲学 Busu ni naranai tetsugaku?, Filosofía que no se vuelve fea) Es el primer sencillo de Hello! Project Mobekimasu. Fue lanzado el 16 de noviembre de 2011 en siete ediciones: una regular y seis limitadas. La edición limitada A vino con un DVD extra. Las ediciones limitadas B a F incluyen diferentes versiones de la pista de acoplamiento "Kacchoi Uta "".

## Lista de canciones

### Edición Regular
- Busu ni Naranai Tetsugaku
- Moshimo... - Tsugunaga Momoko, Nakajima Saki, Mano Erina, Wada Ayaka, Fukumura Mizuki
- Busu ni Naranai Tetsugaku (Instrumental)

### Edición Limitada A

##### CD
- Busu ni Naranai Tetsugaku
- Moshimo... - Tsugunaga Momoko, Nakajima Saki, Mano Erina, Wada Ayaka, Fukumura Mizuki
- Busu ni Naranai Tetsugaku (Instrumental)

##### DVD
- Busu ni Naranai Tetsugaku (Music Video)

### Edición Limitada B: Edición Morning Musume
- Busu ni Naranai Tetsugaku
- Kacchoii Uta (かっちょ良い歌; Una Cancion Genial) - Hello! Project Mobekimasu Con Morning Musume
- Busu ni Naranai Tetsugaku (Instrumental)

### Edición Limitada C: Edición Berryz Kobo
- Busu ni Naranai Tetsugaku
- Kacchoii Uta - Hello! Project Mobekimasu Con Berryz Kobo
- Busu ni Naranai Tetsugaku (Instrumental)

### Edición Limitada D: Edición ℃-ute
- Busu ni Naranai Tetsugaku
- Kacchoii Uta - Hello! Project Mobekimasu Con ℃-ute
- Busu ni Naranai Tetsugaku (Instrumental)

### Edición Limitada E: Edición Erina Mano
- Busu ni Naranai Tetsugaku
- Kacchoii Uta - Hello! Project Mobekimasu Con Erina Mano
- Busu ni Naranai Tetsugaku (Instrumental)

### Edición Limitada F: Edición S/mileage
- Busu ni Naranai Tetsugaku
- Kacchoii Uta - Hello! Project Mobekimasu Con S/mileage
- Busu ni Naranai Tetsugaku (Instrumental)

### Event V
- Busu ni Naranai Tetsugaku (Dance Shot Ver.)
- Busu ni Naranai Tetsugaku (Group Lip Ver.)
- Busu ni Naranai Tetsugaku (Solo Mix Ver.)
- Making Eizou

## Miembros Presentes

### Morning Musume
- 5ª Generación: Risa Niigaki
- 6ª Generación: Sayumi Michishige, Reina Tanaka
- 8ª Generación: Aika Mitsui
- 9ª Generación: Mizuki Fukumura, Erina Ikuta, Riho Sayashi, Kanon Suzuki

### Berryz Kobo
- Saki Shimizu
- Momoko Tsugunaga
- Chinami Tokunaga
- Maasa Sudo
- Miyabi Natsuyaki
- Yurina Kumai
- Risako Sugaya

### ℃-ute
- Maimi Yajima
- Saki Nakajima
- Airi Suzuki
- Chisato Okai
- Mai Hagiwara

Erina Mano

### S/mileage
- 1ª Generación: Ayaka Wada, Yuuka Maeda, Kanon Fukuda
- 2ª Generación: Kana Nakanishi, Fuyuka Kosuga, Akari Takeuchi, Rina Katsuta, Meimi Tamura

## Crítica
Hiraga Tetsuo, un escritor de hotexpress, señaló que al ver el video musical por primera vez sintió que la canción era una declaración de guerra contra otros grupos ídols, a saber, la entonces líder del grupo idol, AKB48. Al escuchar la canción , afirmó que una característica de Tsunku es una mezcla de música disco y pop, y el crítico quedó realmente impresionado por el talento que tiene Hello! Project, cada chica tiene su voz, apariencia y forma de expresión distintivas.